# Вытягивающее производство
Вытягивающее производство (англ. pull production) — схема организации производства, при которой объёмы продукции и сроки её изготовления на каждом производственном этапе определяются исключительно потребностями последующих этапов (в конечном итоге — потребностями заказчика). Отпуск материалов в производство со складов выполняется по требованию потребителя, к моменту использования материала в производственных операциях. Решения по пополнению запасов материалов на складах принимаются на самих складах, а не центральной службой или заводом.
Наряду со схемой «точно вовремя» вытягивающая производственная схема — часть концепции бережливого производства.
По сравнению с «выталкивающей» схемой, где объёмы определяются производительностью, вытягивающая позволяет снизить потребности в сырье, производственных затратах и в объёмах складских запасов.